# Cotignola

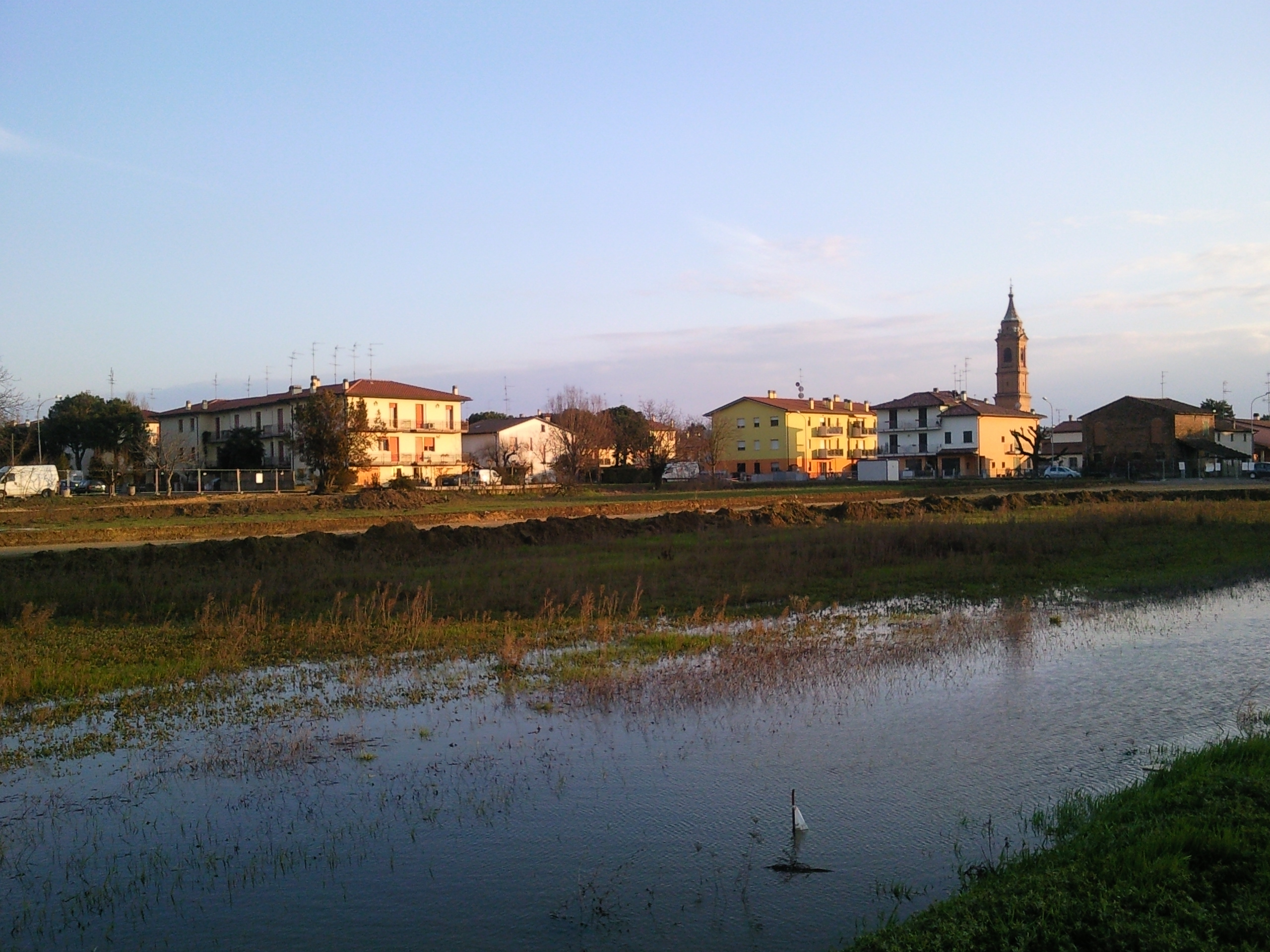
Une partie de la ville le long de la rivière Senio.

Cotignola (Cudgnôla en dialecte romagnol) est une commune italienne de la province de Ravenne dans la région Émilie-Romagne.

## Géographie
Cortignola est situé à 19 mètres d’altitude sur la rive gauche de la rivière Senio, dans la fertile plaine alluvionnaire de la valle Padusa, à mi-chemin de Faenza (11 km au sud) et Lugo (7 km au nord-ouest). Le chef-lieu de province Ravenne est à 23 km environ par le tronçon d’autoroute A14-bis ou par la route nationale SS253.
La commune est également desservie par la ligne de chemin de fer Ferrare-Faenza et les communes voisine sont :
- Lugo : 7 km,
- Bagnacavallo : 4,5 km
- Faenza : 12 km

## Toponyme
Un parchemin daté du 1er février 919 mentionne le nom de Cotoniola ; il y est noté que l’archiprêtre de Ravenne Constantin concède les terres situées sur les « fonds de Cotoniola et Flumisiana » de la paroisse de Santo Stefano in Panigale. Sur ce parchemin,  Cotoniola est seulement le nom d’un fond (ou terre) situé sur la juridiction de Santo Stefano in Panigale.

## Histoire
Jusqu’à la fin du XIVe siècle environ, Cotignola était un fief des comtes Cunio, lesquels, à la destruction de Cunio en 1296, léguèrent leur nom à Barbiano (hameau de Cotignola aujourd’hui) ; d’où est originaire le célèbre condottiere Alberico da Barbiano.
Du XIVe au milieu du XVe siècle, Cotignola fut conquis et reconquis par les seigneurs locaux : en 1411 devient fief de Giacomo Attendolo, qui obtint le titre de comté pour sa cité et en fut le seigneur jusqu’à son décès en 1424. Un de ses descendants, Ludovic Sforza concéda à Cotignola le titre de commune en 1494.
Après la dynastie des Sforza, durant laquelle la cité connu son moment de grande splendeur et développement économique, Cotignola passa sous la famille d'Este, entrant ainsi que d’autres territoires de la basse Romagne dans le duché de Ferrare (1502).
Avec l’extinction des Este, en 1598, Cotignola passa aux États pontificaux (dans la Légation de Ferrare), pour environ trois siècles, sauf les années 1796-1814, période de la domination napoléonienne.
À son annexion au royaume de Sardaigne (1859), la commune de Cortignola fut incluse dans la province de Ravenne.
Pendant la Seconde Guerre mondiale, Cotignola, positionné sur la ligne de front du fleuve Senio, subit d’énormes dommages et perdit 80 % de ses édifices urbains.
La paix revenue, Cotigniola devint un pôle d’attraction pour le développement agro-industriel, métallurgique, chimique, mécanique de précision, santé, etc.

## Administration
| Période                                  | Période    | Identité        | Étiquette       | Qualité |
| ---------------------------------------- | ---------- | --------------- | --------------- | ------- |
| 15/06/2004                               | 25/05/2014 | Antonio Pezzi   | parti démocrate |         |
| 26/05/2014                               | En cours   | Luca Piovaccari | parti démocrate |         |
| Les données manquantes sont à compléter. |            |                 |                 |         |

### Hameaux
Barbiano, San Severo, Budrio

### Communes limitrophes
Bagnacavallo, Bagnara di Romagna, Faenza, Solarolo

## Personnalités nées à Cotignola
- Alberico da Barbiano (1344-1409), condottiere.
- Giacomuzzo Attendolo (dit Muzio Attendolo puis Muzio Sforza), (1369-1424), célèbre condottiere, fondateur de la famille Sforza.
- Micheletto Attendolo (v. 1370 - v. 1463), cousin de Muzio Sforza, condottiere lui aussi.
- Alessandro Sforza (1409-1473), fils illégitime de Muzio Sforza, condottiere comme son père, et premier seigneur de Pesaro.
- Antoine Bonfadini (1400-1482), moine franciscain béatifié en 1901[3].

## Population

### Évolution de la population en janvier de chaque année
| 1861  | 1901  | 1921  | 1951  | 1961  | 1971  |
| ----- | ----- | ----- | ----- | ----- | ----- |
| 6 160 | 6 969 | 7 288 | 6 541 | 6 803 | 7 090 |

| 1981  | 1991  | 2001  | 2011  | 2022  | - |
| ----- | ----- | ----- | ----- | ----- | - |
| 7 080 | 6 921 | 6 875 | 7 414 | 7 339 | - |

### Ethnies et minorités étrangères
Selon les données de l’Institut national de statistique (ISTAT) au 1er janvier 2010 la population étrangère résidente était de 585 personnes.
Les nationalités majoritairement représentatives étaient :
| Pos. | Pays     | Population |
| ---- | -------- | ---------- |
| 1    | Maroc    | 168        |
| 2    | Roumanie | 100        |
| 3    | Sénégal  | 95         |

## Fêtes et évènements
- Segavecchia, célébré depuis 1451, en témoignage de la décapitation d’une vieille sorcière, sous les ordres de Francesco Sforza.
- L'improvvisa, manifestation liée au théâtre d’improvisation.
- Sagra del vino tipico romagnolo, le sacre du vin typique de Romagne (le Sangiovese), la dernière semaine de septembre.

## Jumelage
- Hüttlingen (Allemagne)